# Arkys enigma
Espèce
Arkys enigma est une espèce d'araignées aranéomorphes de la famille des Arkyidae.

## Distribution
Cette espèce est endémique de Tasmanie en Australie.

## Description
La femelle holotype mesure 12,9 mm.

## Publication originale
- Douglas, 2019 : A new turreted spider of the genus Arkys (Araneae: Arkyidae) from Tasmania. Record of the Queen Victoria Museum and Art Gallery, no 118, p. 3-9.